# Anthony Le Tallec
Anthony Le Tallec (Hennebont, 3 oktober 1984) is een Frans betaald voetballer die bij voorkeur in de aanval speelt. Hij verruilde in 2015 Valenciennes voor Atromitos FC, dat hem transfervrij overnam.

## Clubcarrière
Le Tallec werd op zijn achtste gecontracteerd door Le Havre. De spits heeft twee finales meegemaakt met de jeugdelftallen van Frankrijk waarvan hij het WK onder 17 winnend afsloot (hij won op dit toernooi ook de zilveren bal). Het EK onder 16 ging verloren. In de finale bleek Spanje te sterk. Tijdens dit toernooi vijf vond hij vijf keer het net. Le Tallec tekende op 1 juli bij Liverpool. Bij Liverpool kwam hij weinig aan spelen toe. Na een huurperiode bij Le Mans UC wordt Le Tallec in 2008 definitief overgenomen door de Franse club.

## Interlandcarrière
Met Frankrijk U21 nam Le Tallec in 2006 deel aan de EK-eindronde in Portugal, waar de ploeg van bondscoach René Girard in de halve finales werd uitgeschakeld door de latere winnaar Nederland.

## Carrière
- 2001-2008: Liverpool
  - → 2001-2003: Le Havre (huur)
  - → 2004-2005: AS Saint-Étienne (huur)
  - → 2005-2006: Sunderland (huur)
  - → 2006-2007: FC Sochaux-Montbéliard (huur)
  - → 2007-2008: Le Mans (huur)
- 2008-2010: Le Mans
- 2010-2012: AJ Auxerre
- 2012-2015: Valenciennes
- 2015-: Atromitos FC